# Eugnosta parmisella
Eugnosta parmisella es una especie de polilla de la tribu Cochylini, familia Tortricidae.
Fue descrita científicamente por Razowski en 2005.

## Distribución
Se encuentra en Sudáfrica.